# Alcis sublanosa
Alcis sublanosa là một loài bướm đêm trong họ Geometridae.